# Dones a Bòsnia i Hercegovina
Les dones de Bòsnia i Hercegovina són dones europees que viuen i són de Bòsnia i Hercegovina. Segons el Fons Internacional de Desenvolupament Agrícola (IFAD), les dones de Bòsnia i Hercegovina han estat afectades per tres tipus de transició després de la guerra de Bòsnia (1992-1995): la transició de la guerra a la pau, la transició econòmica i la transició política.
Després de la Segona Guerra Mundial, el ràpid creixement econòmic i la industrialització va alleujar la pobresa i va accelerar la introducció de les dones bosnianes en la mà d'obra en una varietat de professions, incloent una forta representació de les dones en la ciència, tecnologia i enginyeria que ha durat fins a l'actualitat.

## Història
Bòsnia i Hercegovina van declarar la seva sobirania el 1991 i la independència de l'antiga República Federal Socialista de Iugoslàvia (RFSI) el 1992.
La guerra de Bòsnia (1992-1995) va ser responsable dels actes extrems de violència (neteja ètnica en la guerra de Bòsnia) i un col·lapse econòmic.

## Estadístiques
Actualment, Bòsnia i Hercegovina és una societat multi-ètnica i multi-religiosa; la seva població consta de bosnians (48,4%), serbis (32,7%), croats (14,6%), i per altres ètnies (4,3%); mentre que per religió, el 40% són musulmans (bosníacs), el 31% són ortodoxos, el 15% son catòlics romans, i el 14% són d'altres religions (2013).

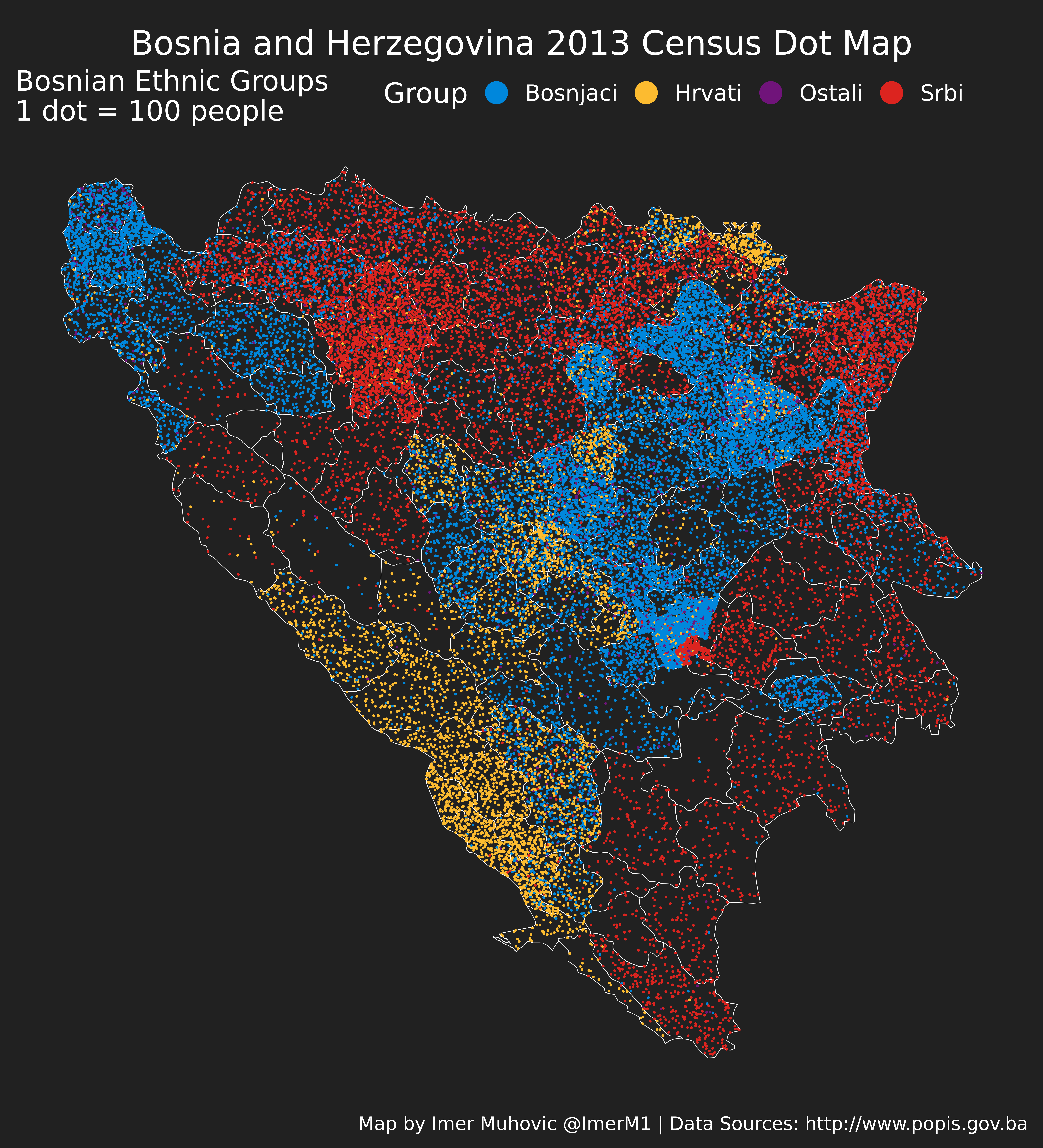
Densitat de població i distribució ètnica (dades del cens del 2013)

La major part de la població és rural; només el 39,8% de la població total és urbana.
La taxa d'alfabetització a partir del 15 anys és superior als homes (99,5%) que les dones (97,5%) (2015).

## La igualtat de gènere
Guiada per la Constitució de Bòsnia i Hercegovina, la Llei de la igualtat de gènere del país de 2003 va ser aprovada per promoure i avançar la igualtat entre homes i dones. Les lleis relacionades amb les eleccions, així com altres lleis, es van modificar per a estar en línia amb la Constitució. Com a resultat, la Llei de les eleccions expresa que «com a mínim, el 30% de tots els candidats han de ser dones».
Abans d'entrar en vigor un nou codi penal el 2003, la Llei sobre violació a Bòsnia i Hercegovina contenia una exempció estatutària per al matrimoni, i es podia llegir: «qui coerceix una dona que no sigui la seva esposa en una relació sexual per la força o amenaça d'atac imminent sobre la seva vida o el seu cos, o la vida o el cos d'una persona propera, serà condemnat a un termini de presó d'un a deu anys».

## Els rols de gènere
Bòsnia té una tradició cultural i religiosa patriarcal segons la qual s'espera que les dones se sotmetin als homes. S'espera que les dones realitzin la majoria de les tasques domèstiques, incloses el cuinar, la neteja i la criança dels fills.
La devastació econòmica de la guerra civil ha tingut un efecte negatiu sobre la participació de les dones en l'economia, tot i que les dones estan millor integrades a l'agricultura que en altres camps.
Després del conflicte en Bòsnia i Hercegovina, les dones es van convertir en una força motriu per al canvi. Després de la guerra, els efectes resultants van incloure la reducció de la seva posició pública i social, i algunes dones van optar per viatjar fora del país per a buscar feina. Les dones de les zones rurals són sovint les més marginades, a causa del seu nivell més baix d'educació i inclinació a la tradició, que dicta que s'han de subordinar als homes.

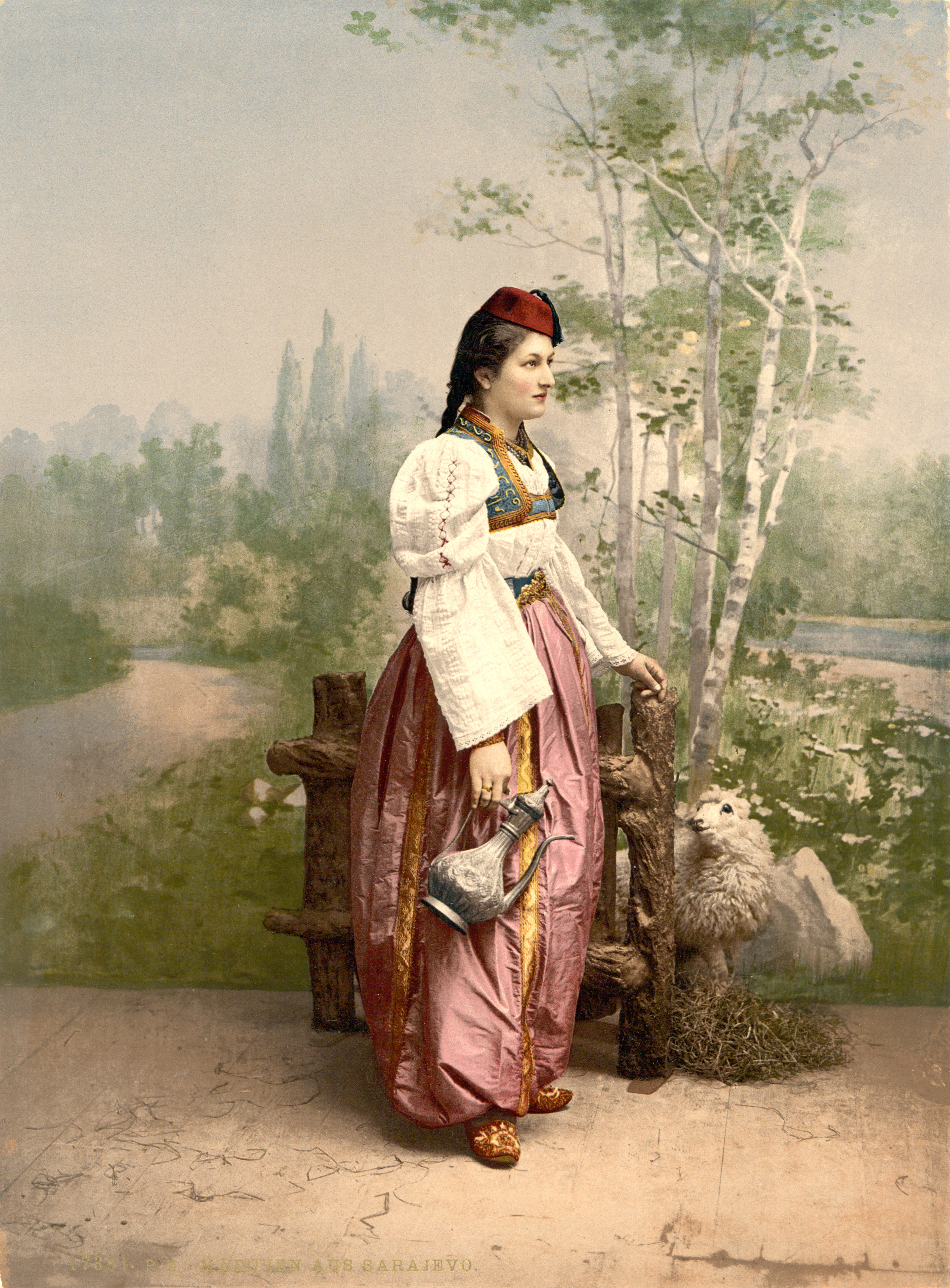
Dona de Sarajevo, c. 1900
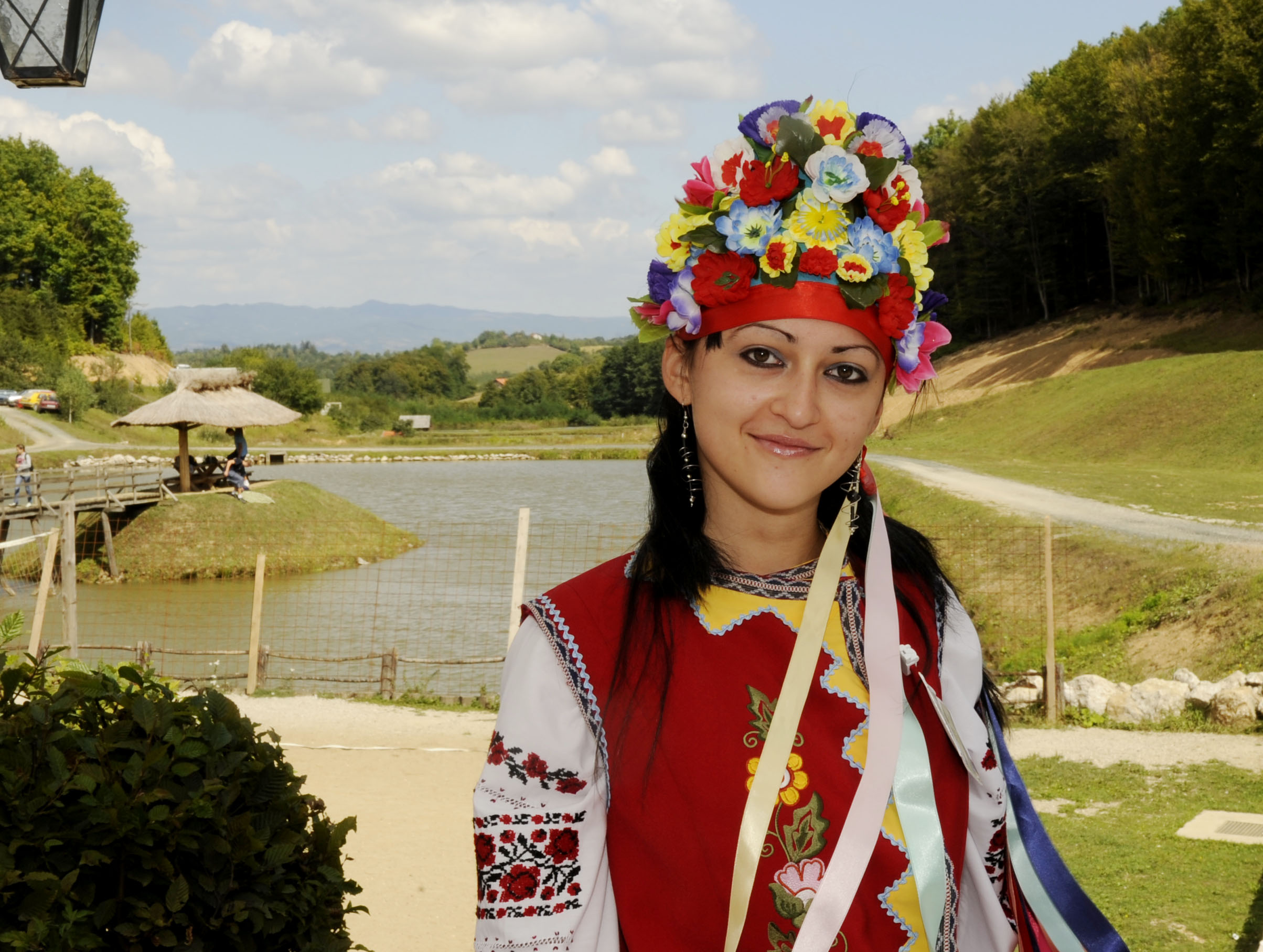
Bosniana amb roba tradicional
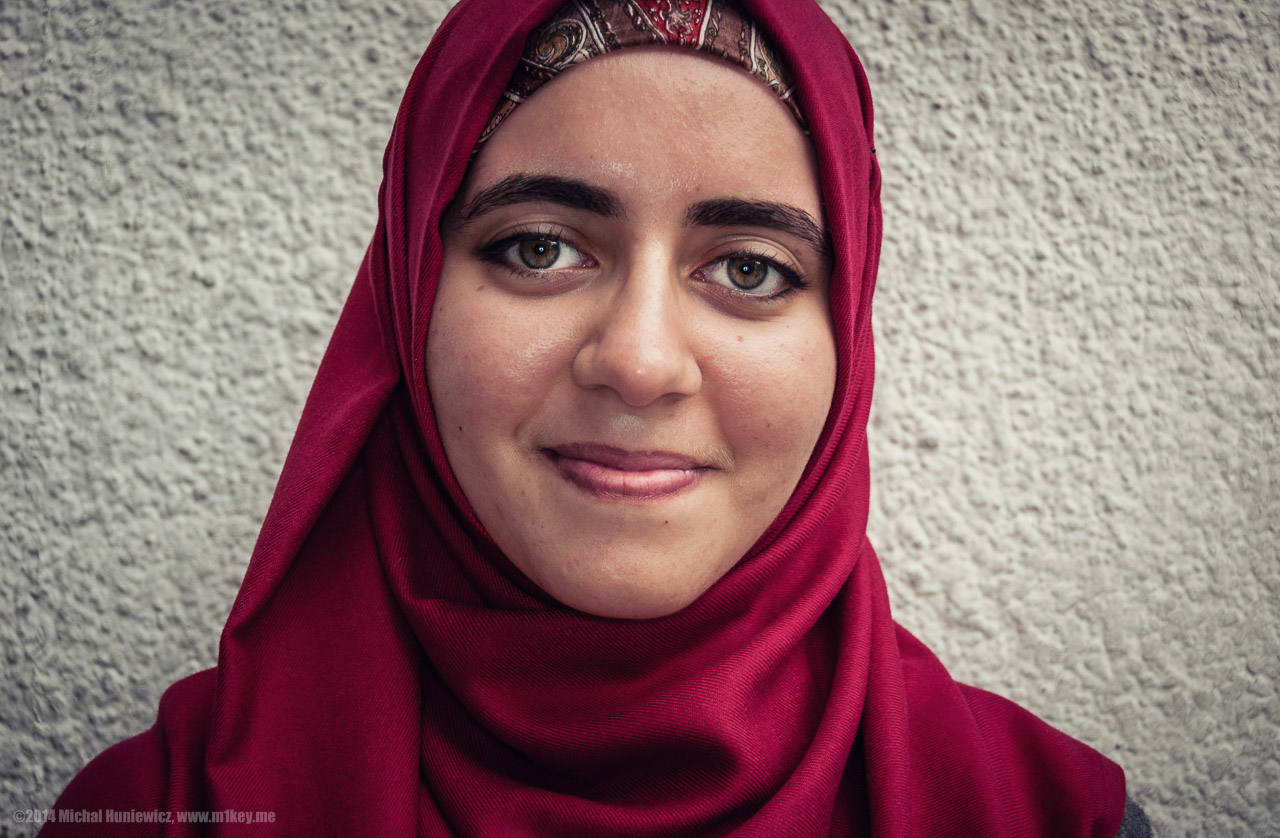
Bosniana musulmana (bosníaca)

Segons una descripció musulmana otomana de la Guerra russo-turca (1735-1739), les dones musulmanes bosnianes (bosníaques) van lluitar en la guerra i «van adquirir el coratge dels herois» contra els alemanys-austríacs durant el setge de la fortalesa d'Osterwitch-atyk (Östroviç-i âtık). Hi va haver bosníaques entre les baixes de la batalla d'Osterwitchatyk. Les dones musulmanes bosnianes van lluitar en la defensa de la fortalesa de Būzin (Büzin). Les dones van resistir als austríacs a la fortalesa de Chetin (Çetin). Segons els registres no-otomans de la guerra entre els otomans i els austríacs, les dones bosnianes es consideraven militars, i van tenir un paper en l'èxit bosnià en la batalla contra els atacants austríacs. Yeni Pazar, Izvornik, Östroviç-i âtık, Çetin, Būzin, Gradişka, i Banaluka van ser atacades pels austríacs. Un text francès va descriure la valentia en la batalla de les dones musulmanes bosnianes que van lluitar a la guerra.
Segons C. Fraser: «La poligàmia, tan peculiar dels països mahometans, no prevaleix en gran manera a Bòsnia, i ambdós sexes gaudeixen del privilegi de triar els seus companys de vida. Una dona soltera apareix en públic sense un vel, i es mostra el respecte a la mare d'una família. En tots aquests aspectes es diferencien àmpliament dels habitants dels països de l'est».
Segons A. J. Schem: «La poligàmia mai ha guanyat la prevalença entre els bosnis. Les dones es mostren amb vel en públic, però gaudeixen a casa una llibertat i privilegi més gran que les de les dones turques. Les dones joves se les permet rebre atencions dels joves, i el jove que es vol casar se'l permet passar la nit amb la seva promesa, però amagant-se de la seva vista per una paret».

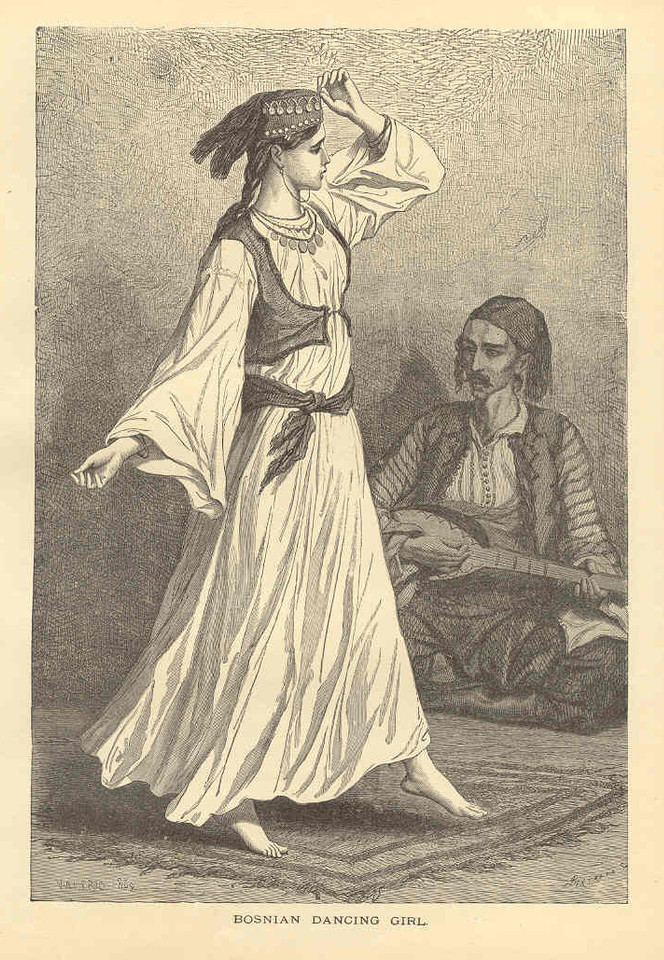
Ballarina bosniana, 1869
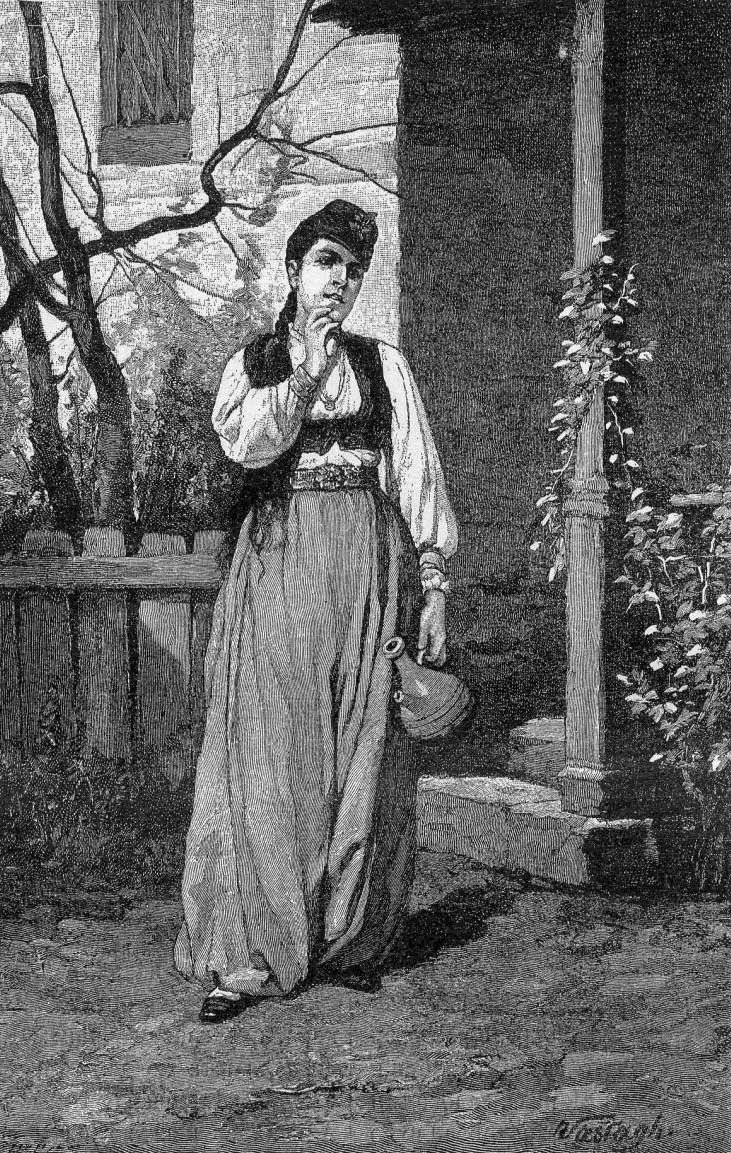
Dona bosniana, 1899
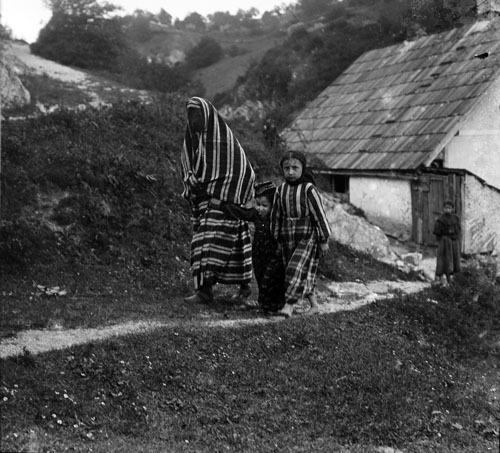
Dona bosniana amb la seva filla, c. 1906

Un historiador turc va descriure que quan les primeres dones bosnianes captives van ser traslladades a la cort turca de Brussa, abans de la captura de Constantinoble, van aparèixer als caps «com a Genii vivents del Paradís».
Segons János Asbòth: «Mentrestant, des dels jardins dels vessants dels turons, un cant monòton, de notes agudes i nasals, es va escoltar per tota la ciutat. Malgrat els estrictes harems i vels, les noies saben atraure l'atenció dels joves. Els que surten a passejar no poden lluitar contra la bella veu de tons aguts penetrants. La joventut encantada segueix els sons, i s'arrossega fins a la tanca del jardí, i així comencen la majoria dels matrimonis bosnians. Potser el noi va conèixar la dona de la cançó durant la seva infància, quan encara ella no portava el vel, sinó només un gran drap sobre el cap, veient-la quan era una donzella plena durant els darrers dies abans de ficar-se el vel. Si és el jove adequat, la dona li permetrà apropar-se, i durant aquestes visites d'amagat es poden iniciar converses; després d'una setmana, potser la noia aixeca el vel. Si li deixa agafar la mà a través de la tanca o a través d'una porta entreoberta, és un signe d'acord; i llavors, sempre que la joventut es reuneixi amb l'aprovació dels pares, res els pot impedir la seva felicitat. A més, sota l'ull vigilant de la mare, la relació no pot seguir si els pares no aproven el jove. Hi ha joves que es relacionen amb diverses noies, una darrera de l'altra; però aviat això es torna notori i les mares adverteixen les seves filles contra ells».
Després que els homes musulmans bosnians fossin declarats desapareguts en combat durant una guerra, per tal d'assolir divorcis, les seves dones es convertien en hanbalistes o xafiistes en lloc d'hanafistes, ja que les hanafistes tenien que retardar molt de temps abans que es pogués permetre el divorci d'un marit desaparegut en combat.

## Violència sexual durant la Guerra de Bòsnia

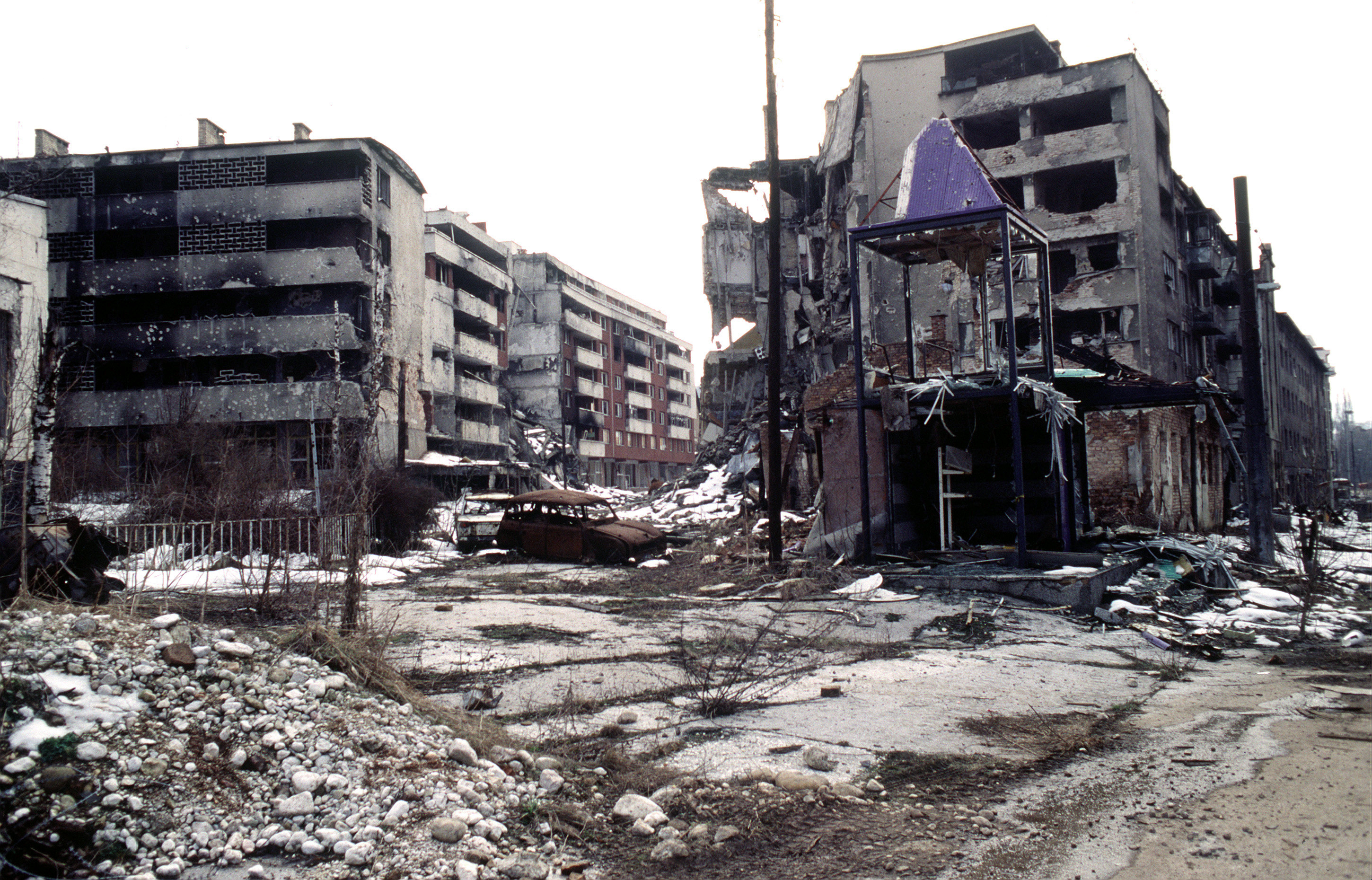
Grbavica, un barri de Sarajevo, devastat per la guerra, 1996. Grbavica va ser lloc dels camps de violació durant la guerra de Bòsnia i objecte de la premiada pel·lícula Grbavica (2006)

Les dones van patir violència sexual i esclavitud sexual durant la guerra bosniana i el genocidi bosnià, quan la violència va assumir una forma orientada al gènere a través de l'ús de la violació.
Les estimacions del nombre total de dones violades durant la guerra és de 12.000 a 50.000.
El Tribunal Penal Internacional per a l'antiga Iugoslàvia va declarar que les «violacions de guerra» i la «esclavitud sexual» en el temps de guerra són delictes contra la humanitat, desprès del crim de guerra del genocidi.

## Els drets reproductius
La taxa de mortalitat materna és 11 mortes / 100.000 naixements vius (2015).
La taxa de fertilitat total és de 1,27 nens nascuts / dona (2015), que està per sota de la taxa de reemplaçament poblacional (2,1).
La taxa de prevalença anticonceptiva és del 45,8% (2011).

## La violència de gènere
En els darrers anys, Bòsnia i Hercegovina han pres mesures per abordar el tema de la violència contra les dones. Això va incloure la promoció de la Llei de protecció contra la violència domèstica el 2005, i la ratificació de la Convenció d'Istanbul.

## Bosnianes destacades

### Actrius
- Ajla Hodžić
- Amra Silajdžić
- Gordana Boban
- Ines Fančović
- Jasna Beri
- Jasna Diklić
- Jasna Žalica
- Luna Mijović
- Mediha Musliović
- Sadžida Šetić
- Selma Alispahić
- Semka Sokolović-Bertok
- Snježana Martinović
- Vanessa Glodjo
- Zana Marjanović

### Arquitectes
- Dijana Alić
- Selma Harrington
- Vesna Bugarski

### Artistes
- Adela Jušić
- Alma Selimovic
- Azra Aksamija
- Helena Klakocar
- Iva Despić-Simonović
- Ksenia Milicevic
- Nela Hasanbegović
- Šejla Kamerić

### Cantants
- Aida Čorbadžić
- Alma Čardžić
- Amila Glamočak
- Dalal Midhat-Talakić
- Dina Bajraktarević
- Donna Ares
- Hanka Paldum
- Hasiba Agić
- Jasna Gospić
- Lepa Brena
- Maja Milinković
- Maya Berović
- Mija Martina
- Milena Plavšić
- Mirjana Bajraktarević
- Sanja Maletić
- Seka Aleksić
- Selma Bajrami
- Selma Muhedinović
- Silvana Armenulić
- Slađa Guduraš
- Tinka Milinović
- Zehra Deović

### Directores de cinema
- Aida Begić
- Jasmila Žbanić
- Nina Kusturica
- Ognjenka Milićević
- Sabina Vajrača

### Diplomàtiques
- Ankica Gudeljević
- Bisera Turković

### Escriptores
- Aleksandra Čvorović
- Bisera Alikadić
- Jagoda Truhelka
- Ljubica Ostojić
- Nafija Sarajlić
- Nasiha Kapidžić-Hadžić
- Nura Bazdulj-Hubijar
- Ognjenka Milićević
- Tanja Stupar-Trifunović

### Esportistes
- Anja Margetić
- Arijana Jaha
- Dijana Kojić
- Dijana Kvesić
- Elvedina Muzaferija
- Flora Hofman
- Ivana Ninković
- Jasmina Tinjić
- Jelena Simić
- Jelena Stanivuk
- Larisa Cerić
- Lejla Tanović
- Maja Klepić
- Sandra Martinović
- Šejla Merdanović

### Models
- Aleksandra Kovačević
- Amra Silajdžić
- Ana Mirjana Račanović-Jevtić
- Bogdana Trifković
- Dina Pandzic
- Emma Golijanin
- Idda van Munster
- Nataša Vojnović
- Ornela Vištica

### Periodistes
- Aleksandra Čvorović
- Envera Selimović
- Gordana Knežević
- Milena Mrazović
- Štefica Galić
- Svetlana Broz
- Velma Šarić

### Poetes
- Aleksandra Čvorović
- Bisera Alikadić
- Ljubica Ostojić
- Nafija Sarajlić
- Nura Bazdulj-Hubijar
- Staka Skenderova
- Umihana Čuvidina

### Polítiques
- Biljana Plavšić
- Borjana Krišto
- Marija Bursać
- Marina Pendeš
- Rada Vranješević
- Semiha Borovac
- Tatjana Ljujić-Mijatović
- Vahida Maglajlić
- Željka Cvijanović

### Reines de Bòsnia
- Caterina de Bòsnia
- Dorotea de Bulgària
- Dorotea Garai
- Helena Bòsnia
- Jelena Nelipić
- Kujava Radinović
- Vitača
- Vojača